# Star Wars: Empire at War — Forces of Corruption
Star Wars: Empire at War: Forces of Corruption (с англ. — «Звёздные войны: Империя в войне: Силы коррупции») — дополнение популярной космической стратегии в реальном времени Star Wars: Empire at War, которое предоставляет игроку возможность поиграть за принципиально новую фракцию, отличную от Империи и повстанцев — Синдикат Тайбера Занна. Дополнение требует оригинал для установки и запуска.

## Игровой процесс
Дополнение добавляет в игру 12 планет: Датомир, Мандалор, Хайпори, Миркр, Фелуция, Хоногр, Камино, Мустафар, Муунилинст, Салейками, Мау, Утапау и Беспин. Также, Алдераан теперь является поясом астероидов, так как был уничтожен первой Звездой Смерти. Также присутствуют новые типы ландшафта, помогающие либо мешающие игроку.
Синдикат Занна приобретает новые технологии на чёрных рынках. Для этого, специальные герои должны установить на вражеской планете чёрный рынок. Существуют две ветви технологий Синдиката. Это означает, что для получения всех технологий нужно иметь по крайней мере два чёрных рынка: один — на имперской планете, другой — на повстанческой. Также, для Синдиката более прибыльным является не захватывать планету, а коррумпировать её (существует восемь видов коррупции: рэкет, подкуп, пятая колонна, похищение, запугивание, пиратство, рабство и чёрный рынок). Империя и повстанцы могут искоренять коррупцию на своих планетах с помощью своих героев. Также добавлен новый тип орбитальной бомбардировки: бомбардировка повстанцев снимает щиты, может быть выполнена любым кораблём с ионными пушками; бомбардировка Империи наносит урон сначала по щитам (если они есть), потом по корпусу, её может выполнить любой корабль с турболазерами; бомбардировка Синдиката снимает щиты и наносит урон по корпусу, но может выполняться только линкорами класса «Агрессор» или флагманом Тайбера Занна «Беспощадный». Все бомбардировки можно нейтрализовать планетарным щитом.

## Сюжет
Сюжет начинается прямо перед Битвой за Явин IV. По мере прохождения игры, происходят другие события из фильмов (например, Битва за Эндор). Учебный уровень устанавливает основную сюжетную линию, показывая заточение Тайбера Занна в тюрьму по обвинению в краже артефакта ситхов у Джаббы Хатта. Сама кампания начинается, когда Занн устраивает бунт заключённых, чтобы сбежать с планеты Кессель с помощью Хана Соло и Чубакки на борту «Тысячелетнего Сокола».
Возобновив свою позицию во главе Синдиката и вновь развернув дела организации, Тайбер направляется на Явин IV, чтобы обыскать обломки уничтоженной повстанцами «Звезды Смерти» на предмет сведений о тайных хранилищах Императора. После возобновления конфликта с Джаббой Хаттом, Занн захватывает Салейками на которой находится станция по поиску потерянных каналов связи, затем он направляется на планету Хайпори, на поверхности которой находится завод по производству боевых дроидов, построенный Конфедерацией Независимых Систем перед Войной Клонов. Там он берет завод под контроль, начинает массовое производство дроидек версии B-2, подкупает трандошанского охотника Босска и заключает с Джаббой сделку (перемирие, плюс Джабба отменяет награду за голову Занна, прекращает нападения на территории Синдиката и отдаёт ему планеты Хайпори и Салейками). Чтобы узнать тайны артефакта ситхов, Тайбер и его правая рука Урай Фенн летят на Датомир, чтобы найти могущественного практиканта Тёмной стороны Силы. В конце концов, им удаётся освободить адепта по имени Силри вместе с её Сёстрами Ночи, прежде чем вернуться на свою секретную базу на Рилоте. Принц Ксизор, глава пиратского синдиката «Чёрное Солнце», соглашается устроить встречу между Тайбером и имперским покупателем, чтобы продать артефакт. Взамен, Занн должен выкрасть ценный газ тибанна с газового гиганта Беспин. С помощью дроида-убийцы IG-88, Тайберу удаётся свалить всё на «Чёрное Солнце». Ему остаётся лишь смотреть как синдикат уничтожается Дартом Вейдером.
Позже, гранд-адмирал Траун и Занн (на своём новом флагмане — «Беспощадный») встречаются в бою над имперской планетой Карида, где расположен испытательный полигон и академия офицеров флота. Во время битвы, Босск выкрадывает артефакт и направляется к флагману Трауна. Вскоре после этого, Траун отступает, а Тайбер отслеживает артефакт до Корусанта (Тайбер заранее прикрепил к артефакту жучок и договорился с Босском разыграть сцену с кражей артефакта), где он, Ураи и Силри внедряются в личный информационный центр Императора и крадут коды доступа к строящемуся Звёздному суперразрушителю типа «Затмение». Они также забирают артефакт ситхов.
После уничтожения второй Звезды Смерти, гибели Императора Палпатина и Дарта Вейдера, погибшего как рыцарь-джедай Энакин Скайуокер, Занн со своей армадой лучших кораблей Синдиката штурмует звёздный суперразрушитель «Затмение» на орбите Куата. Поначалу, ему в этом помогают повстанцы под командованием генерала Хана Соло, желающие уничтожить «Затмение», но как только основные имперские силы на орбите уничтожены, Занн предаёт их и использует суперлазер корабля, чтобы уничтожить имперский флот и обратить повстанцев в бегство. В бою Занну удаётся также серьёзно повредить «Тысячелетний Сокол». Внезапно суперлазер «Затмения» даёт сбой, на орбиту прибывает громадная армада Империи во главе с звёздным суперразрушителем типа Палач «Аннигилятор» под руководством адмирала Гаарна, намеренная уничтожить «Затмение», пока он не попал в руки повстанцев или Синдиката. Занну удаётся отбить и эту атаку, после чего Тайбер с помощью восстановившегося суперлазера уничтожает «Аннигилятор» и добивает остатки имперской армады. После битвы, Тайбер Занн использует терминал на борту «Затмения» чтобы найти местоположения хранилищ Императора. По причине повреждений корабля, Тайберу приходится покинуть его, так как этот суперлинкор является целью как повстанцев, так и имперцев, а сокровищ Палпатина будет более чем достаточно, чтобы Синдикат смог распространиться по всей Галактике, и пусть повстанцы строят себе Новую Республику, так как Тайбер всегда желал «иметь сенатора». Тем временем, Силри использует артефакт ситхов для обнаружения и пробуждения (пробуждение происходит на другой планете) древней армии ситхов, существовавшей со времён Дарта Ревана 4000 лет назад до Битвы при Явине IV и замороженной в карбоните, ожидая своего звёздного часа. Пустыню на неизвестной планете разрывает злодейский смех.

## Отзывы
| Сводный рейтинг | Сводный рейтинг |
| Агрегатор       | Оценка          |
| --------------- | --------------- |
| GameRankings    | 77,38 %         |